# Moyogalpa
Moyogalpa é um município da Nicarágua, situado no departamento de Rivas. Tem 66 km² de área e sua população em 2020 foi estimada em 10.325 habitantes.